# Thymallus nigrescens
Thymallus nigrescens és una espècie de peix de la família dels salmònids i de l'ordre dels salmoniformes.

## Morfologia
- Els mascles poden assolir 30,6 cm de longitud total.[4][5]

## Alimentació
És omnívor i menja preferentment plàncton.

## Hàbitat
És un peix d'aigua dolça, de clima temperat i bentopelàgic.

## Distribució geogràfica
Es troba a Àsia: és una espècie de peix endèmica del llac Khuvsgul (Mongòlia)

## Observacions
És inofensiu per als humans.